# Jorge Donayre Lozano
Jorge Luis Donayre Lozano (Iquitos, 2 de octubre de 1936 - ibídem, 9 de agosto del 2015) fue un abogado y político peruano. Fue congresista de la república en el periodo 1995-2000 y congresista constituyente en 1992. También ejerció como diputado en 1990 y alcalde de la provincia de Maynas desde 1971 hasta 1975.

## Biografía
Jorge Donayre nació en la ciudad de Iquitos, el 2 de octubre de 1936. Era casado con Luz Pasquel y padre de la excongresista y exministra, Patricia Donayre.
Cursó sus estudios primarios y secundarios en el Colegio San Agustín de Iquitos. Luego viajó a la ciudad de Lima, donde realizó sus estudios superiores de Derecho en la Universidad Nacional Mayor de San Marcos.
Además de su labor como político y abogado, Donayre fue propietario de empresas dedicadas a la comunicación en su localidad como la Empresa Difusora Patty, propietaria de Canal 21 y Radio 10, e Inversiones Selva, dedicada a la fabricación de ladrillos. Fue también primer vicepresidente de la Federación Nacional de Colegios de Abogados del Perú.

## Carrera política

### Alcalde de Maynas
Jorge Donayre incursiona en el ámbito político cuando asume la alcaldía de la provincia de Maynas durante el Gobierno Revolucionario de las Fuerzas Armadas en 1971. Ejerció como alcalde hasta 1975.
Luego, se apuntó como candidato a la Cámara de Diputados en las elecciones parlamentarias de 1980 y en las elecciones de 1985 por el Movimiento Regionalista Loreto, ambas ocasiones sin éxito.

### Diputado por Loreto
En las elecciones de 1990, volvió a postular a la Cámara de Diputados en representación del departamento de Loreto. Donayre logró ser elegido como diputado con 18,707 votos para el periodo parlamentario 1990-1995. Sin embargo, su cargo fue disuelto el 5 de abril de 1992 tras el golpe de Estado decretado por el dictador Alberto Fujimori.

### Congresista Constituyente
Luego del golpe de Estado, se convocaron a elecciones constituyentes en noviembre del mismo año y Donayre decidió participar como invitado en la lista de candidatos de Convergencia Democrática liderado por José Barba Caballero. Fue elegido miembro del Congreso Constituyente Democrático para el periodo 1992-1995.

### Congresista de la República
Para las elecciones generales de 1995, Donayre integró el recién creado partido Unión por el Perú de Javier Pérez de Cuéllar y se apuntó en la lista de candidatos al Congreso de la República, logrando ser elegido con 7,211 votos para el periodo 1995-2000.
Durante su gestión, Donayre se mantuvo como parte de la oposición al gobierno de Alberto Fujimori y condenó los actos autoritarios del régimen.
Su última participación en la política fue en las elecciones regionales del 2006 donde fue candidato al Gobierno Regional de Loreto por el Frente Independiente de Loreto, sin embargo, quedó en 5.º lugar de las preferencias con sólo el 4.125% de los votos.

## Fallecimiento
El 9 de agosto del 2015, Jorge Donayre falleció a los 78 años.